# Pentano-1,5-diol
Pentano-1,5-diol, citado também como 1,5-pentanodiol, é um diol com cinco carbonos em cadeia linear saturada.
Este produto ganhou fama quando uma companhia chinesa de brinquedos infantis, a Bindeez, para cortar custos, usou butano-1,4-diol em vez deste produto. Em consequência, várias crianças foram contaminadas.